# Pôle d'équilibre territorial et rural du Pays horloger
Le Pays Horloger, situé dans le département du Doubs (région Bourgogne Franche-Comté), était originellement un EPCI de type syndicat mixte, ayant le statut de structure de regroupement de collectivités locales (Pays). En janvier 2015, il s'est transformé en pôle d'équilibre territorial et rural (PETR). Le comité directeur, composé de 24 membres ; son siège est à Morteau.

## Composition
Le PETR  du Pays horloger est composé de 68 communes, regroupées en trois communautés de communes :
- la communauté de communes du Pays de Maîche (quarante-trois communes) ;
- la communauté de communes du Plateau du Russey (dix-sept communes) ;
- la communauté de communes du Val de Morteau (huit communes).